# La Double Énigme
Pour plus de détails, voir Fiche technique et Distribution.
La Double Énigme (titre original : The Dark Mirror) est un film américain réalisé par Robert Siodmak, sorti en 1946. 

## Synopsis
Une jeune femme est accusée du meurtre d'un médecin : on l'a vue près du lieu du crime au moment où celui-ci a été commis, et pourtant elle a un alibi indiscutable. La police découvre, en se rendant chez elle, la présence de sœurs jumelles, aucune n'avouant ni ne dénonçant l'autre. L’enquête tourne court, la procédure avorte et les deux sœurs sont remises en liberté. Un lieutenant de police arrive à convaincre un psychiatre (passionné par ce cas et amoureux de l’une des deux jeunes femmes) de l’aider à déterminer, au péril de sa vie, qui est la meurtrière.

## Fiche technique
- Titre : La Double Énigme
- Titre original : The Dark Mirror
- Réalisation : Robert Siodmak
- Scénario : Nunnally Johnson d'après une histoire originale de Vladimir Pozner
- Musique : Dimitri Tiomkin et Frank Skinner (non crédité)
- Photographie : Milton R. Krasner
- Montage : Ernest J. Nims
- Décors : Duncan Cramer (en) et Hugh Hunt
- Costumes : Irene Sharaff
- Effets spéciaux : Devereaux Jennings et Paul K. Lerpae
- Effets visuels : Eugen Schüfftan
- Production : Nunnally Johnson
- Société de production : International Pictures
- Société de distribution : Universal Pictures
- Pays de production : États-Unis
- Langue : anglais
- Format : Noir et blanc - Son : Mono (Western Electric Recording)
- Genre : Film dramatique, Film policier, Thriller, Film noir
- Durée : 85 minutes
- Dates de sortie :
  - États-Unis : 18 octobre 1946
  - France : 13 août 1947

## Distribution
- Olivia de Havilland  (V.F : Renée Simonot) : Terry et Ruth Collins, deux sœurs jumelles dont l'une a tué
- Lew Ayres  (V.F : Claude Peran) : Dr Scott Elliott, un psychanalyste qui enquête sur le cas des jumelles Collins
- Thomas Mitchell : Le lieutenant de police Stevenson, qui enquête sur le crime commis par l'une des jumelles
- Richard Long : Rusty
- Charles Evans : Le procureur de district Girard
- Garry Owen : Franklin
- Lela Bliss : Mme Didriksen
- Lester Allen : George Benson, le voisin de palier de la victime
- Jean Andren : La secrétaire du procureur de district
- Rodney Bell : Le spécialiste de empreintes digitales
- Lane Chandler : L'interne
- Jack Cheatham : Un policier
- Ben Erway : Un lieutenant de police
- Bess Flowers : Une femme dans la boîte de nuit

## Propos du film
La psychiatrie (et souvent la psychanalyse) est à l'honneur dans le genre du film noir américain. Ici il va s'agir de déterminer laquelle des deux sœurs souffre de troubles de la personnalité, par l'emploi de différents tests, notamment du test de Rorschach.
Plusieurs scènes nous faisant partager l'intimité de Ruth et de Terry, nous voyons leurs rapports se préciser et évoluer, sans qu'elles abordent jamais directement le sujet de l'assassinat.

## Autour du film
- Olivia de Havilland fut longtemps cantonnée à des rôles d’ingénues et de faire-valoir, notamment dans des films d’aventures avec Errol Flynn[1]. En 1946, libérée de son contrat avec la Warner Bros., l’actrice commence une brillante seconde carrière avec pour ambition de mettre ses talents dramatiques en valeur[2]. 
Cette année va lui être très prolifique, en effet elle tourne quatre films dont À chacun son destin pour lequel elle obtiendra son premier Oscar et La Double Énigme qui lui donne l’occasion rêvée d’interpréter le double rôle de sœurs jumelles[3]. 
Olivia de Havilland déclarera : « Ce fut un film extrêmement dur à faire. Les problèmes techniques posés par le double rôle furent très difficiles à résoudre et l’horrible Terry que j’ai dû jouer dans le film continue à me hanter encore aujourd’hui. »[4]
Le critique James Agee a également écrit « Olivia de Havilland fut longtemps une des plus jolies femmes du cinéma. À présent, l’actrice est non seulement devenue plus jolie encore, mais elle a appris à jouer. Elle n’a pas un talent extraordinaire mais son jeu est devenu réfléchi, tranquille et soutenu – un régal pour les yeux. » [5]

- Le film marque également le retour de Lew Ayres. Absent des écrans depuis 1941, date à laquelle il se déclare objecteur de conscience[6], il refuse de porter l’uniforme pendant la Seconde Guerre mondiale et ses films sont boycottés[2]. Il s’engage alors dans les services médicaux de l’armée américaine et se distingue sous le feu dans la Guerre du Pacifique[6]. Ce qui lui vaudra son retour à l’écran.

- Scénariste à Hollywood où il était réfugié pendant la guerre, l'écrivain français Vladimir Pozner a été nommé aux Oscars pour l'histoire originale de La Double Énigme.

- Scénariste et producteur de La Double Énigme, Nunnally Johnson le fut également pour, entre autres, John Ford (Je n'ai pas tué Lincoln, Les Raisins de la colère), Fritz Lang (La Femme au portrait) ou William A. Wellman (La Folle Histoire de Roxie Hart). Il fait ses débuts en tant que metteur en scène en 1954 avec Les Gens de la nuit avec Gregory Peck.

- Il est intéressant d'établir des comparaisons avec le film mexicain, contemporain, dû à Roberto Gavaldón, La otra avec Dolores del Rio dans le rôle principal.